# Джексон, Фредерик
Фредерик Джордж Джексон (англ. Frederick George Jackson; 6 марта 1860, Олчестер, Уорикшир, Англия — 13 марта 1938, Лондон) — английский полярный исследователь и географ, исследователь Африки и Австралии, профессиональный военный. Член-корреспондент Географических обществ США и Италии. Более всего известен тем, что эвакуировал из Арктики Фритьофа Нансена и Яльмара Йохансена после их неудачной попытки достичь Северного полюса в 1895—1896 годах. В его честь назван остров в архипелаге Земля Франца-Иосифа.

## Биография
Родился в провинциальном городке Олчестер, где его дед был деканом — настоятелем собора. После окончания школы отправился в Австралию, где пытался разводить овец в Квинсленде, но разорился. В период трёхлетнего пребывания в Австралии предпринял путешествие через пустыню Симпсон и вернулся в Великобританию. В 1885 году награждён Бронзовой медалью Royal Humane Society, за спасение девушки, упавшей в полынью на озере Линлитгоу. Окончил Дэнстонский колледж и Эдинбургский университет. В Арктике впервые побывал в сезон 1886—1887 годов на борту китобойного судна «Эрик». Около 1890 года подавал заявку на участие в экспедиции Нансена к Северному полюсу, но получил отказ, так как экспедиция предполагалась национальной норвежской. В 1893 году предпринял плавание вдоль северного побережья Сибири на яхте «Бленкатра», обследовав более 3000 миль пространства тундры между Обью и Печорой. В 1895 году вышла его книга об этой экспедиции The Great Frozen Land («Земля вечной мерзлоты»).
В 1894—1897 годах возглавлял арктическую экспедицию Джексона-Хармсворта, располагавшуюся на стационарной базе Эльмвуд (Elmwood), построенной на мысе Флора острова Нортбрук (Земля Франца-Иосифа). Экспедицию финансировало Королевское географическое общество, и её целью было комплексное исследование полярного архипелага, о котором в те времена почти ничего не было известно. Карты Джексона значительно уточнили представления об облике полярных стран. На мысу Флора были также найдены окаменелости юрского периода, свидетельствовавшие, что некогда в Арктике был субтропический климат. В июне 1896 года Джексон случайно обнаружил Нансена и Йохансена, находившихся в полной изоляции от цивилизации с марта 1895 года, и отправил их на родину на экспедиционном судне «Windward» (позднее судно использовал Пири). Всего в исследовательских походах прошёл 1140 миль по земле Франца-Иосифа, из которых около 500 миль было надёжно картографировано. Свои открытия описал в 1899 году в книге A Thousand Days in the Arctic («Тысяча дней в Арктике»). Именем Джексона назван остров, на котором зимовали Нансен и Йохансен (сам Джексон в марте 1896 года не дошёл до него всего лишь 35 морских миль).
После возвращения, Джексон был награждён рыцарским крестом Королевского ордена св. Олафа (Норвегия) и в 1899 году был удостоен Золотой медали Парижского географического общества.
После начала англо-бурской войны служил в Южной Африке в составе 5 батальона Манчестерского полка, где дослужился до капитанского звания. В 1905 году перевёлся в 4 батальон Восточносуррейского полка, в составе которого служил во время Первой мировой войны во Франции, где временно исполнял обязанности командира полка, ввиду ранения всего офицерского состава. В 1917 году вышел в отставку в чине майора, но уже в 1918 году, овдовев, вернулся на службу, и был комендантом лагеря для немецких военнопленных. Награждён Звездой 1914 года и медалью Победы, Британской военной медалью, медалью королевы Южной Африки с планками «Южная Африка 1901», «Южная Африка 1902», «Трансвааль», «Оранжевое Свободное Государство» и «Капская колония».
После войны предпринял ряд экспедиций в Африке, в частности, участвовал в трансафриканской экспедиции по параллели Машоналенда, Северной Родезии, Руанды-Урунди. Побывал у истоков трёх крупнейших африканских рек: Нила, Замбези и Конго, а также исследовал водоразделы между Луалабой и озером Киву. Служил в Лиге Наций, был назначен расследовать факты работорговли в Либерии.
В возрасте 69 лет женился во второй раз и немало шокировал современников, поселившись в плавучем доме на Темзе.
Скончался в возрасте 78 лет, похоронен в Беркшире, мемориальная доска в его честь установлена в соборе Св. Павла.

## Публикации
- The Great Frozen Land (Bolshaia Zemelskija Tundra) : Narrative of a Winter Journey across the Tundras and a Sojourn among the Samoyads by Frederick George Jackson / Edited by Arthur Montefiore. — London and New York : Macmillan & Co, 1895. — xviii, 297 p.
- A thousand days in the Arctic by Frederick George Jackson / With Preface by Admiral Sir F. Leopold Mc-Clintoc. — New York and London : Harper & Brothers, 1899. — Vol. I. — xxi, 551 p.
- A thousand days in the Arctic by Frederick George Jackson / With Preface by Admiral Sir F. Leopold Mc-Clintoc. — New York and London : Harper & Brothers, 1899. — Vol. II. — xv, 580 p.
- The lure of unknown lands : North Pole and equator by F. G. Jackson. — London : G. Bell and Sons, 1935. — xii, 342 p.